# あんふぁん
園児とママの情報誌 あんふぁんは、小学館集英社プロダクション子会社のこどもりびんぐが発行する、月刊のフリーマガジン。

## 概要
一般的なフリーペーパーのように自由配布あるいは新聞折り込みとするのではなく、提携している幼稚園を通じて園児及び園児の親に配布する形態をとっている。内容は子育て中のタレントへのインタビュー、弁当づくりのこつ、等園児向けよりも園児の親向けとなっている。
首都圏4都県（東京・神奈川・千葉・埼玉）版・東海版・関西版・東北版・北海道版・九州版の9種類が存在し配布都道府県内の幼稚園の6割以上をカバーしている。
2010年（平成22年）9月よりコクヨS&Tとサンケイリビング新聞社、玉井有限会社が共同でランドセル＜あんふぁん×Martyモデル＞を発売開始した。

### 発行元の変遷
元々の発行元であるサンケイリビング新聞社は、産経新聞の子会社だったが、2008年（平成20年）5月、フジテレビジョン（持株会社化に伴い10月よりフジ・メディア・ホールディングス（FMHD））が全株式を取得した。2018年3月、FMHDはサンケイリビング新聞社の株式80%をRIZAPグループを売却し、その後、サンケイリビング新聞社はフジサンケイグループも離脱した。
2020年（令和2年）4月、RIZAPは赤字が続くサンケイリビングを立て直すため、子育てに関するフリーペーパー「あんふぁん」などの事業を、小学館集英社プロダクション子会社のこどもりびんぐに譲渡している。